# Rozłazino
Rozłazino (deutsch Roslasin, früher auch Rosslasin) ist ein Dorf in der Landgemeinde Łęczyce (Lanz) der polnischen Woiwodschaft Pommern und gehört zum Powiat Wejherowski (Neustädter Kreis).

## Geographische Lage
Das Kirchdorf liegt in Hinterpommern, etwa 120 Kilometer ostnordöstlich von Köslin, zehn Kilometer östlich von Lauenburg i. Pom. und drei Kilometer nördlich des Kirchdorfs Dzięcielec  (Spechtshagen, früher Zintzelitz und Dzintzelitz).

Roslasin, ostsüdöstlich von Lauenburg in Pommern und nördlich des Dorfs Dzinzelitz (später Zintzelitz, 1939–1945 Spechtshagen), auf einer Landkarte von 1910.

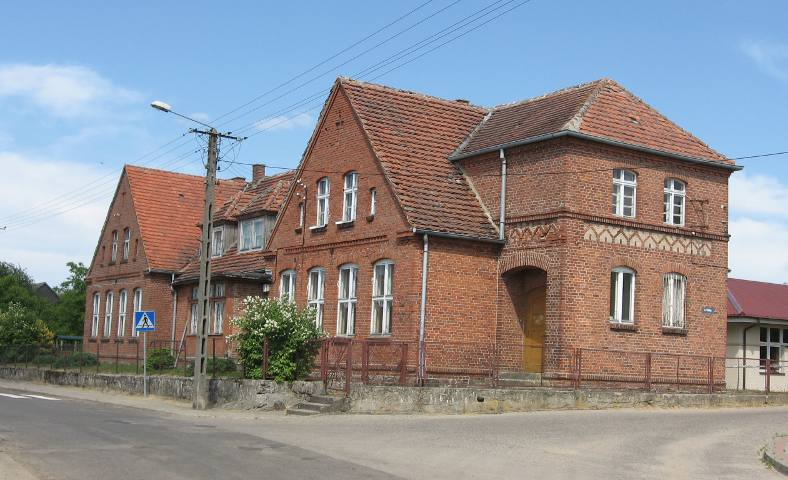
Altes Schulgebäude (2012)

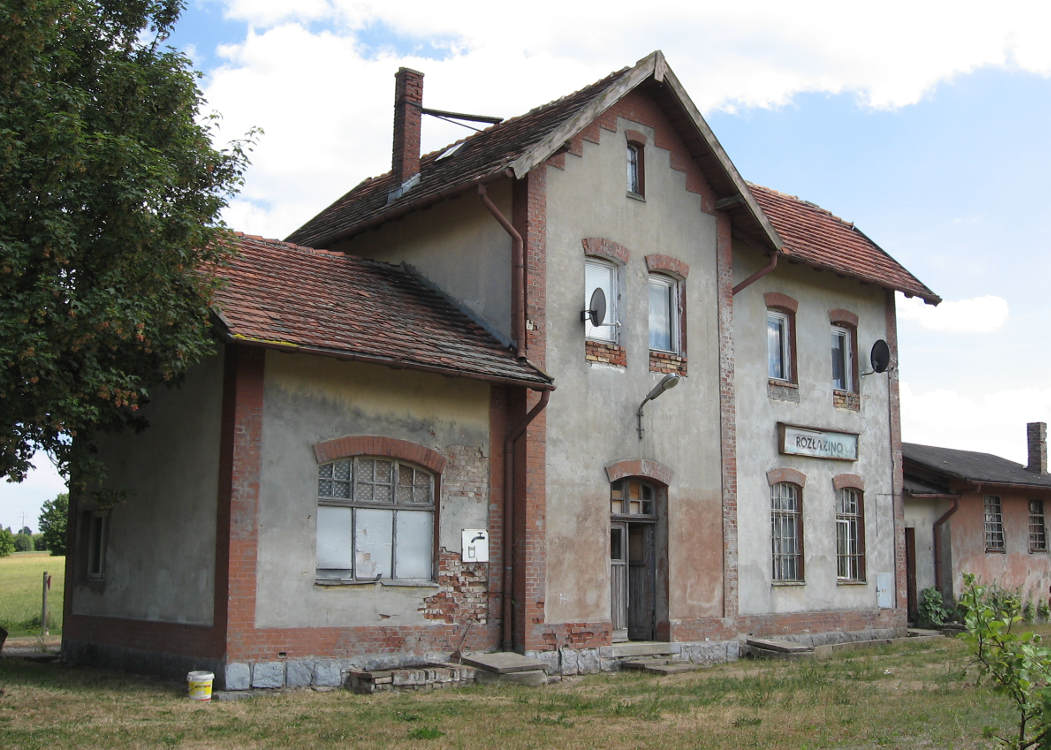
Gebäude der Bahnstation (2019)

## Geschichte
Um 1780 hatte das Amtsdorf Roslasin des königlichen Amts Lauenburg außer einem ritterfreien Vorwerk acht Bauernstellen, einen Freikrüger, zwei Kossäten, zwei in amtseigenen Häusern wohnende Büdner, eine römisch-katholische Kirche, an der ein Vikar des Probstes zu Lauenburg angestellt war, einen Küster, 22 Feuerstellen (Haushaltungen) und war zu Dzintzelitz eingepfarrt. Das Vorwerk, zu dem 536 Morgen und 43 Quadratruten Land gehörten, hatte Anspruch auf gewisse Hilfsdienste von acht Bauern aus Roslasin sowie die Arbeitskraft eines Kossäten aus Roslasin an fünf Tagen wöchentlich das ganze Jahr hindurch. Zum königlichen Amt gehörte außerdem die Roslasiner Mühle, eine Erbwassermühle, die die Einwohner des Dorfs Roslasin zu Zwangsmahlgästen hatte.
Am 1. April 1927 hatte das benachbarte Gut Neu Roslasin eine Flächengröße von 495 Hektar, und am 16. Juni 1925 hatte der Gutsbezirk 89 Einwohner.  Zu den gleichen Zeiten hatte der benachbarte Gutsbezirk Reddestow eine Flächengröße von 398 Hektar und 117 Einwohner. Am 30. September 1928 wurden die beiden Gutsbezirke Neu Roslasin und Reddestow in die Landgemeinde Roslasin eingegliedert.
Anfang der 1930er Jahre hatte die Landgemeinde Roslasin eine Flächengröße von 27,4 km². Innerhalb der Gemeindegrenzen standen insgesamt 117 bewohnte Wohnhäuser an 13 verschiedenen Wohnstätten:
1. Antonshof
2. Bahnhof Roslasin
3. Boor
4. Forsthaus Waldhof
5. Grünhof
6. Jezow
7. Karczemke
8. Neu Roslasin
9. Rambicz
10. Reddestow
11. Reddestower Mühle
12. Roslasin
13. Roslasiner Mühle

Um 1935 gab es in Roslasin unter anderem einen Gasthof, zwei Gemischtwarenläden, einen Geflügelzuchtbetrieb, eine Mühle, zwei Schmieden und eine Stellmacherei.
Bis 1945 bildete Roslasin eine Landgemeinde im Landkreis Lauenburg in Pommern im Regierungsbezirk Köslin der preußischen Provinz Pommern des Deutschen Reichs. Roslasin war Amtssitz des  Amtsbezirks Roslasin,.
Gegen Ende des Zweiten Weltkriegs besetzte im Frühjahr 1945 die Rote Armee die Region. Bald darauf wurde Hinterpommern zusammen mit Westpreußen und der südlichen Hälfte Ostpreußens von der Sowjetunion der Volksrepublik Polen zur Verwaltung überlassen. In Spechtshagen begann danach die Zuwanderung polnischer Zivilisten, von denen die einheimischen Dorfbewohner aus ihren Häusern und Wohnungen gedrängt wurden. Roslasin wurde unter der polonisierten Ortsbezeichnung ‚Rozłazino‘ verwaltet. In der darauf folgenden Zeit wurden die einheimischen Dorfbewohner von der polnischen Administration aus Roslasin vertrieben.

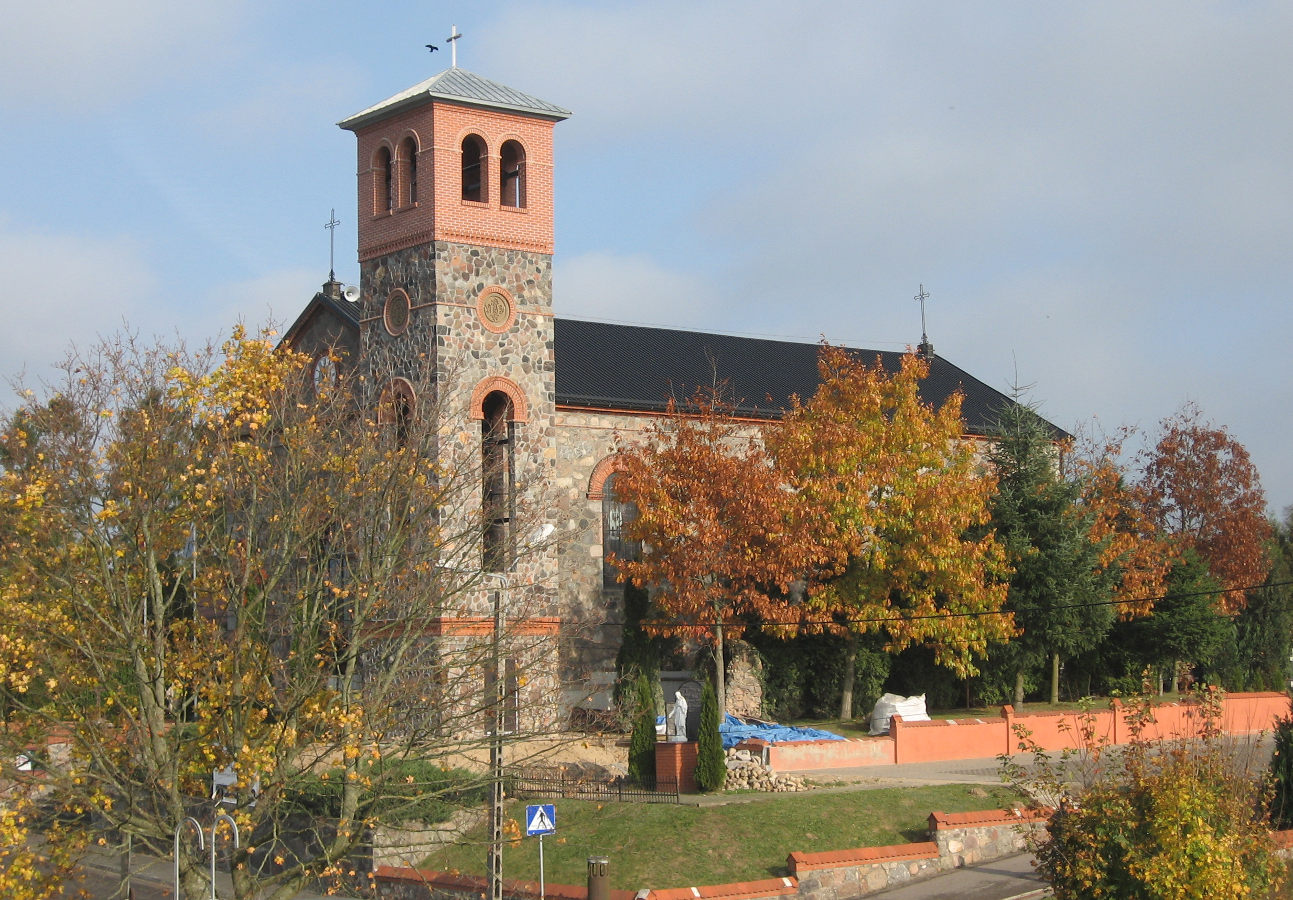
Dorfkirche

| Jahr | Einwohner | Anmerkungen                                                                  |
| ---- | --------- | ---------------------------------------------------------------------------- |
| 1818 | 110       | Kirchdorf mit einem Vorwerk und einer Mühle, königliche Besitzung            |
| 1822 | 120       | Amtsdorf mit einem Vorwerk, der Siedlung Breitenreuter und einer Wassermühle |
| 1852 | 534       | Dorf                                                                         |
| 1925 | 896       | darunter 552 Evangelische und 344 Katholiken                                 |
| 1933 | 887       | [ 9 ]                                                                        |
| 1939 | 859       | [ 9 ]                                                                        |

## Kirche

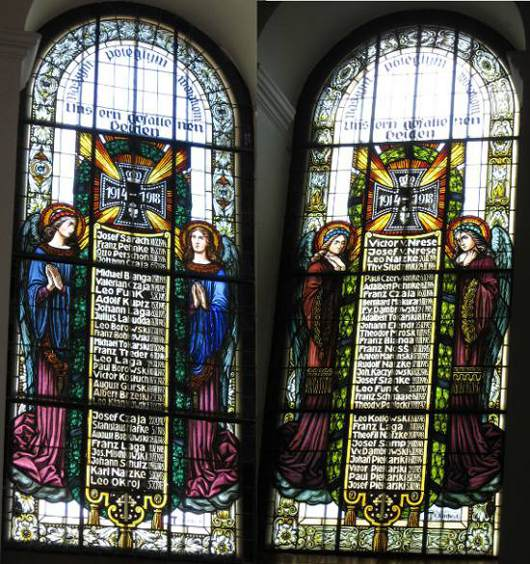
Chorraum-Kirchenfenster von 1923 mit Gefallenen-Listen des Kriegs 1914–18 (Aufnahme 2012)

Die bereits vor dem Zweiten Weltkrieg katholische  Dorfkirche St. Adalbert der Römisch-katholischen Kirche in Polen wurde 1840/1841 erbaut.
Die vor 1945 hier lebenden Dorfbewohner gehörten mehrheitlich der evangelischen Konfession an. Im Jahr 1925 waren unter den 896 Einwohnern 552 Protestanten (61,6 %) und 344 Katholiken  (38,4 %). Das evangelische Kirchspiel war in Spechtshagen.
Die seit 1945 und der Vertreibung der deutschen Dorfbewohner hier lebenden polnischen Einwohner sind größtenteils katholisch.
Die evangelischen Einwohner sind dem Pfarramt in Stolp in der Diözese Pommern-Großpolen der Evangelisch-Augsburgischen Kirche in Polen zugeordnet, das eine gottesdienstliche Außenstation in Lauenburg i. Pom. unterhält.